# Terrier checo
El Terrier Checo (en inglés Cesky Terrier) es una raza canina que se originó en República Checa. Uno de los múltiples tipos de Terrier. Es un perro de cacería ligero, bajo, bien pigmentado y fácil de manejar con orejas colgantes pequeñas y prácticas, junto con un pelaje fácil de cuidar.

## Historia
El Terrier Checo fue creado por el checo, Frantisek Horák, en 1948, como un cruce entre una Sealyham Terrier y un Terrier escocés, para crear un terrier adecuado para la caza en los bosques de Bohemia. Aunque no es un científico capacitado, Horák trabajó durante muchos años como asistente de investigación en la Academia Checoslovaca de Ciencias y utilizar conocimientos adquiridos allí en su perro de cría.
El Terrier Checo fue reconocido para la competencia internacional por la Federación Cinológica internacional en 1963 como la número 246 de la raza, en el grupo 3, Terriers. La raza es ahora reconocida por todos los clubes de la perrera principales en el mundo de habla inglesa. El Terrier Checo es una de las razas de perro más raras en todo el mundo.

## Descripción

### Apariencia
El Terrier Checo tiene patas cortas (enano achondroplastic) y moderadamente largo cuerpo, parecidos a los de Sealyham Terrier y el Terrier escocés.
El Terrier Checo tiene una cabeza alargada, tupida barba y bigote cejas. El cuerpo es sólido, pero no pesado. El pelaje ondulado, sedoso generalmente viene en varios tonos de gris y azul con mobiliario de bronceado, gris, blanco o amarillo o café claro, aunque los cachorros nacen negro. La capa se aclara entre el nacimiento y dos años de edad.
Los ojos del  Terrier Checo  son marrones en perros de gris, azul y amarillo en perros marrón. La nariz y labios de perros de azul gris son negros; para perros marrón es hígado. Las orejas son triangulares, doblado hacia adelante,cerca de la cabeza.

### Temperamento
| Medidas            | Macho | Hembra |
| ------------------ | ----- | ------ |
| Peso medio         | 8 kg  | 7 kg   |
| Talla              | 30 cm | 28 cm  |
| Largo de la cabeza | 21 cm | 20cm   |
| Largo del cráneo   | 12 cm | 12 cm  |
| Ancho del cráneo   | 10 cm | 9 cm   |
| Diámetro del tórax | 15 cm | 14 cm  |
| Altura del tórax   | 17 cm | 14 cm  |
| Largo del tronco   | 43 cm | 40 cm  |
| Fuente             |       |        |

Es un compañero tranquilo, no agresivo, fácil de manejar, agradable y alegre ; es reservado con los extraños.
Los representantes de esta raza son particularmente tranquilos y benignos.

## Cuidado
El manto del Terrier Checo no es despojado como en otros terriers, pero más bien es clippered. Se recortan el cuerpo y la cola, y el mobiliario (pelo que cuelga hacia abajo en el cuerpo) quedan largo, como es el pelo en las extremidades inferiores y en la cara (cejas, barba y bigote.) El pelo largo debe ser cepillado diariamente.

## Salud
Esta raza ocasionalmente sufre el Scotty Cramp, un problema menor causando movimiento torpe, pero eso no es doloroso o potencialmente mortal.